# Gavião (freguesia)
Gavião is een plaats (freguesia) in de Portugese gemeente Gavião en telt 1814 inwoners (2001).